# Campeonato regional de fútbol de São Nicolau 2016-17
El campeonato regional de São Nicolau 2016-17 es el campeonato que se juega en la isla de São Nicolau. Empezó el 14 de enero de 2017 . El torneo lo organiza la federación de fútbol de São Nicolau. El SC Atlético es el equipo defensor del título.

## Sistema de competición
El campeonato es disputado por ocho equipos y se juega a 14 jornadas en formato de ida y vuelta, en formato de liga. El orden de los encuentros se decide por sorteo antes de empezar la competición. La clasificación final se establece teniendo en cuenta los puntos obtenidos en cada enfrentamiento, a razón de tres por partido ganado, uno por empate y ninguno en caso de derrota.
Si al finalizar el campeonato dos equipos igualan a puntos, los mecanismos para desempatar la clasificación son los siguientes:
- El que tiene una mayor diferencia entre goles a favor y en contra en los enfrentamientos entre ambos.
- Si persiste el empate, se tiene en cuenta la diferencia de goles a favor y en contra en todos los encuentros del campeonato.

Los partidos dse disputan en los estadios Dideus de Ribeira Brava y Orlando Rodrigues de Tarrafal de São Nicolau. El campeón gana una plaza para disputar el campeonato caboverdiano de fútbol 2017.

## Equipos participantes
| Equipo             | Localidad               | Estadio           |
| ------------------ | ----------------------- | ----------------- |
| Académica Preguiça | Preguiça                | Dideus            |
| AJAT-SN            | -                       | Orlando Rodrigues |
| SC Atlético        | Ribeira Brava           | Dideus            |
| FC Belo Horizonte  | Juncalinho              | Dideus            |
| FC Praia Branca    | Praia Branca            | Orlando Rodrigues |
| CD Ribeira Brava   | Ribeira Brava           | Dideus            |
| FC Talho           | -                       | Dideus            |
| FC Ultramarina     | Tarrafal de São Nicolau | Orlando Rodrigues |

## Tabla de posiciones
|                                         | Equipo             | PJ | PG | PE | PP | GF | GC | DG  | PTS |
| --------------------------------------- | ------------------ | -- | -- | -- | -- | -- | -- | --- | --- |
| 1                                       | FC Ultramarina     | 14 | 11 | 3  | 0  | 33 | 4  | +29 | 36  |
| 2                                       | Académica Preguiça | 14 | 8  | 4  | 2  | 22 | 11 | +11 | 28  |
| 3                                       | SC Atlético        | 14 | 7  | 4  | 3  | 31 | 15 | +16 | 25  |
| 4                                       | AJAT-SN            | 14 | 6  | 1  | 7  | 19 | 24 | -5  | 19  |
| 5                                       | CD Ribeira Brava   | 14 | 4  | 5  | 5  | 10 | 10 | 0   | 17  |
| 6                                       | FC Praia Branca    | 14 | 3  | 3  | 8  | 12 | 22 | -10 | 12  |
| 7                                       | FC Belo Horizonte  | 14 | 2  | 5  | 7  | 13 | 19 | -6  | 11  |
| 8                                       | FC Talho           | 14 | 2  | 1  | 11 | 10 | 45 | -35 | 7   |
| Última actualización: 6 de mayo de 2017 |                    |    |    |    |    |    |    |     |     |

|  | Clasificado para el campeonato caboverdiano de fútbol 2017. |

(C) Campeón

## Resultados
| Talho       | 4 - 1 | Praia Branca   | Dideus            | 14 de enero | 14:00 |
| Atlético    | 2 - 0 | AJAT-SN        | Dideus            | 14 de enero | 16:00 |
| Ultramarina | 1 - 0 | Belo Horizonte | Orlando Rodrigues | 14 de enero | 16:00 |
| Académica   | 2 - 1 | Ribeira Brava  | Dideus            | 15 de enero | 16:00 |

| Praia Branca  | 1 - 1 | Belo Horizonte | Orlando Rodrigues | 21 de enero | 14:00 |
| Ultramarina   | 0 - 0 | Académica      | Orlando Rodrigues | 21 de enero | 16:00 |
| Ribeira Brava | 1 - 0 | Atlético       | Dideus            | 21 de enero | 16:00 |
| AJAT-SN       | 1 - 0 | Talho          | Orlando Rodrigues | 22 de enero | 16:00 |

| Académica      | 1 - 0 | Praia Branca | Dideus | 28 de enero | 14:00 |
| Atlético       | 2 - 2 | Ultramarina  | Dideus | 28 de enero | 16:00 |
| Belo Horizonte | 4 - 1 | Talho        | Dideus | 29 de enero | 14:00 |
| Ribeira Brava  | 2 - 2 | AJAT-SN      | Dideus | 29 de enero | 16:00 |

| Praia Branca | 1 - 3 | Atlético       | Orlando Rodrigues | 4 de febrero | 14:00 |
| Talho        | 0 - 1 | Académica      | Dideus            | 4 de febrero | 16:00 |
| Ultramarina  | 1 - 0 | Ribeira Brava  | Orlando Rodrigues | 4 de febrero | 16:00 |
| AJAT-SN      | 2 - 1 | Belo Horizonte | Orlando Rodrigues | 5 de febrero | 16:00 |

| Atlético      | 5 - 1 | Talho          | Dideus            | 11 de febrero | 14:00 |
| Académica     | 2 - 3 | Belo Horizonte | Dideus            | 11 de febrero | 16:00 |
| Ultramarina   | 3 - 0 | AJAT-SN        | Orlando Rodrigues | 11 de febrero | 16:00 |
| Ribeira Brava | 1 - 0 | Praia Branca   | Dideus            | 12 de febrero | 16:00 |

| Praia Branca   | 0 - 2 | Ultramarina   | Orlando Rodrigues | 18 de febrero | 16:00 |
| Talho          | 0 - 2 | Ribeira Brava | Dideus            | 18 de febrero | 16:00 |
| Académica      | 2 - 1 | AJAT-SN       | Dideus            | 19 de febrero | 14:00 |
| Belo Horizonte | 1 - 1 | Atlético      | Dideus            | 19 de febrero | 16:00 |

| Ultramarina   | 6 - 0 | Talho          | Orlando Rodrigues | 11 de marzo | 14:00 |
| Atlético      | 0 - 0 | Académica      | Dideus            | 11 de marzo | 14:00 |
| Ribeira Brava | 0 - 0 | Belo Horizonte | Dideus            | 11 de marzo | 16:00 |
| AJAT-SN       | 0 - 1 | Praia Branca   | Orlando Rodrigues | 11 de marzo | 16:00 |

| Praia Branca   | 4 - 0 | Talho       | Orlando Rodrigues | 18 de marzo | 14:00 |
| Ribeira Brava  | 0 - 1 | Académica   | Dideus            | 18 de marzo | 14:00 |
| AJAT-SN        | 2 - 3 | Atlético    | Orlando Rodrigues | 18 de marzo | 16:00 |
| Belo Horizonte | 0 - 1 | Ultramarina | Dideus            | 18 de marzo | 16:00 |

| Talho          | 2 - 4 | AJAT-SN       | Dideus | 25 de marzo | 14:00 |
| Atlético       | 0 - 0 | Ribeira Brava | Dideus | 25 de marzo | 16:00 |
| Académica      | 1 - 1 | Ultramarina   | Dideus | 26 de marzo | 14:00 |
| Belo Horizonte | 0 - 1 | Praia Branca  | Dideus | 26 de marzo | 16:00 |

| Talho        | 1 - 1 | Belo Horizonte | Dideus            | 1 de abril | 16:00 |
| Ultramarina  | 2 - 1 | Atlético       | Orlando Rodrigues | 1 de abril | 16:00 |
| AJAT-SN      | 0 - 1 | Ribeira Brava  | Orlando Rodrigues | 2 de abril | 14:00 |
| Praia Branca | 0 - 0 | Académica      | Orlando Rodrigues | 2 de abril | 16:00 |

| Académica      | 5 - 0 | Talho        | Dideus | 8 de abril | 14:00 |
| Ribeira Brava  | 0 - 1 | Ultramarina  | Dideus | 8 de abril | 16:00 |
| Belo Horizonte | 0 - 1 | AJAT-SN      | Dideus | 9 de abril | 14:00 |
| Atlético       | 3 - 1 | Praia Branca | Dideus | 9 de abril | 16:00 |

| Praia Branca   | 1 - 1 | Ribeira Brava | Orlando Rodrigues | 22 de abril | 14:00 |
| Talho          | 0 - 7 | Atlético      | Dideus            | 22 de abril | 14:00 |
| AJAT-SN        | 0 - 5 | Ultramarina   | Orlando Rodrigues | 22 de abril | 16:00 |
| Belo Horizonte | 0 - 3 | Académica     | Dideus            | 22 de abril | 16:00 |

| Ribeira Brava | 0 - 1 | Talho          | Dideus            | 29 de abril | 14:00 |
| AJAT-SN       | 4 - 1 | Académica      | Orlando Rodrigues | 29 de abril | 14:00 |
| Atlético      | 3 - 1 | Belo Horizonte | Dideus            | 29 de abril | 16:00 |
| Ultramarina   | 4 - 0 | Praia Branca   | Dideus            | 29 de abril | 16:00 |

| Talho          | 0 - 4 | Ultramarina   | Dideus            | 5 de mayo | 16:00 |
| Belo Horizonte | 1 - 1 | Ribeira Brava | Dideus            | 6 de mayo | 14:00 |
| Académica      | 3 - 1 | Atlético      | Dideus            | 6 de mayo | 16:00 |
| Praia Branca   | 1 - 2 | AJAT-SN       | Orlando Rodrigues | 6 de mayo | 16:00 |

### Evolución de las posiciones
| Equipo / Jornada   | 01 | 02 | 03 | 04 | 05 | 06 | 07 | 08 | 09 | 10 | 11 | 12 | 13 | 14 |
| ------------------ | -- | -- | -- | -- | -- | -- | -- | -- | -- | -- | -- | -- | -- | -- |
| Académica Preguiça | 3  | 1  | 1  | 1  | 3  | 2  | 2  | 2  | 2  | 2  | 2  | 2  | 3  | 2  |
| AJAT-SN            | 7  | 6  | 6  | 4  | 6  | 6  | 6  | 7  | 6  | 7  | 5  | 5  | 5  | 4  |
| SC Atlético        | 2  | 4  | 4  | 3  | 2  | 3  | 3  | 3  | 3  | 3  | 3  | 3  | 2  | 3  |
| FC Belo Horizonte  | 6  | 7  | 3  | 5  | 4  | 5  | 5  | 5  | 7  | 6  | 7  | 7  | 7  | 7  |
| FC Praia Branca    | 8  | 8  | 8  | 8  | 8  | 8  | 7  | 6  | 5  | 5  | 6  | 6  | 6  | 6  |
| CD Ribeira Brava   | 5  | 5  | 5  | 6  | 5  | 4  | 4  | 4  | 4  | 4  | 4  | 4  | 4  | 5  |
| FC Talho           | 1  | 3  | 7  | 7  | 7  | 7  | 8  | 8  | 8  | 8  | 8  | 8  | 8  | 8  |
| FC Ultramarina     | 4  | 2  | 2  | 2  | 1  | 1  | 1  | 1  | 1  | 1  | 1  | 1  | 1  | 1  |

| Campeón FC Ultramarina 12.o título |

## Estadísticas
- Mayor goleada: Talho 0 - 7 Atlético (22 de abril)
- Partido con más goles: Talho 0 - 7 Atlético (22 de abril)
- Mejor racha ganadora: Ultramarina; 5 jornadas (jornada 4 a 8) y (jornada 10 a 14)
- Mejor racha invicta: Ultramarina; 14 jornadas (jornada 1 a 14)
- Mejor racha marcando: Ultramarina; 12 jornadas (jornada 3 a 14)
- Mejores racha imbatida: Ultramarina; 5 jornadas (jornada 4 a 8)